# 불구현

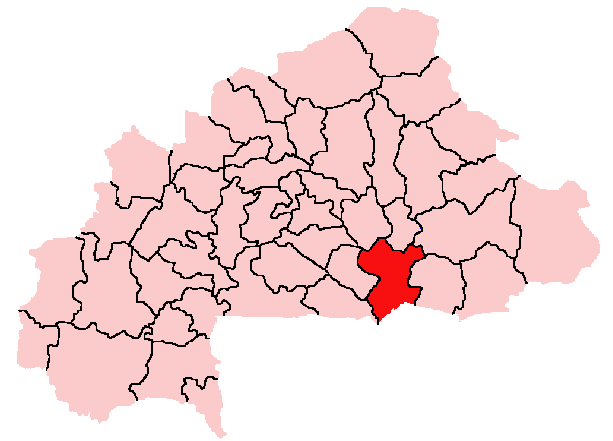
불구현의 위치

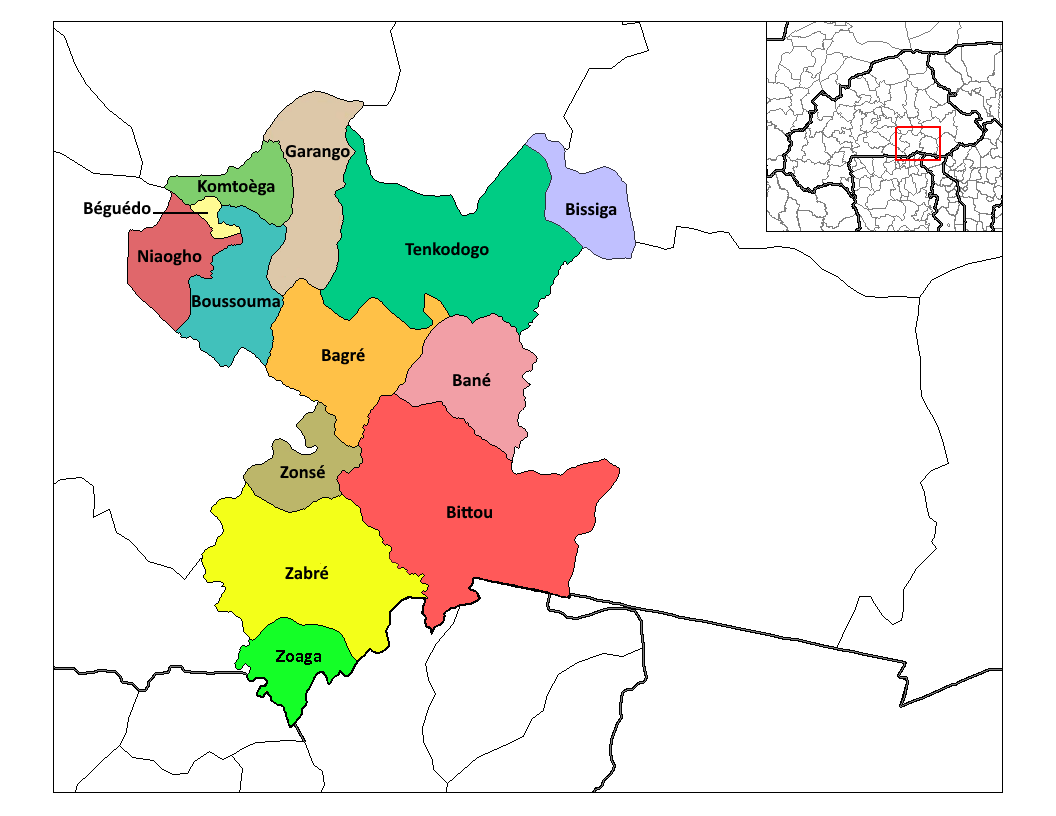
불구현의 행정 구역

불구현(프랑스어: Boulgou)은 부르키나파소 중동부주에 위치한 현으로, 현도는 텐코도고이며 면적은 6,692 km2, 인구는 542,286명(2006년 기준)이다. 13개 군(바그레군, 바네군, 베구에도군, 비시가군, 비투군, 부수마군, 가랑고군, 콤토에가군, 니아오고군, 텐코도고군, 자브레군, 조아가군, 존세군)을 관할한다.